# Escudo de Aldover

Representación del escudo de armas de Aldover.

El escudo de armas de Aldover es descrito en la terminología precisa de la heráldica según el siguiente blasón:

De argén, un vuelo contornado, de azur.

Se trata pues de una composición sencilla en la que aparece sobre un fondo de color blanco o plata (argén) la figura de dos alas de ave (vuelo) cuyo arranque empieza en la parte superior y la pluma más larga hacia el centro de la parte inferior (bajado), todo de color azul (azur).
En su diseño habitual, el escudo es representado en un contorno de forma cuadrada apoyado sobre uno de sus vértices y con la figura de una corona mural en su parte superior o timbre.
El blasón fue adoptado oficialmente tras su aprobación por la Generalidad de Cataluña por decreto el 17 de enero de 2006 y publicado en el DOGC el 9 de febrero del mismo año con el número 4569.
En este caso, la figura de un ala (medio vuelo) o el par de alas (vuelo) es un emblema parlante que remite al nombre del municipio por su raíz Al-. El uso de figuras parlantes es un recurso habitual para la composición de armerías desde los orígenes de la heráldica en Europa Occidental durante la Edad Media. Así, otros municipios de la provincia de Tarragona como Alcover, Aleixar o Alió coinciden en el uso del medio vuelo o del vuelo como señal parlante. 